# 生年別日本の漫画家一覧 1920 - 1930年代
生年別日本の漫画家一覧 1920 - 1930年代（せいねんべつにほんのまんがかいちらん 1920 - 1930ねんだい）は、1920年代 - 1930年代に誕生し、日本で活動する漫画家の生年別一覧である。
19世紀以降、1920年以前に生まれた日本の漫画家については、

## 1920年以前生

### 1889年以前生
- 小林清親（1847年 - 1915年）
- 田口米作（1864年 - 1903年）
- 今泉一瓢（1865年 - 1904年）
- 小川芋銭（1868年 - 1938年）
- 鹿子木孟郎（1874年 - 1941年）
- 北沢楽天（1876年 - 1955年）
- 赤松麟作 （1878年 - 1953年）
- 谷脇素文 （1878年 - 1946年）
- 岡野栄 （1880年 - 1942年）
- 小杉放庵 （1881年 - 1964年）
- 清水対岳坊 （清水勘一、1883年 - 1970年）
- 水島爾保布（1884年 - 1958年）
- 近藤浩一路（1884年 - 1962年）
- 木山義喬 （1885年 - 1951年）
- 細木原青起（1885年 - 1958年）
- 池部鈞（1886年 - 1969年）
- 岡本一平（1886年 - 1948年）
- 幸内純一（1886年 - 1970年）
- 小川治平 （1887年 - 1925年）
- 服部亮英 （1887年 - 1955年）
- 望月桂（1887年 - 1975年）
- 樺島勝一（東風人、1888年 - 1965年）
- 宍戸左行（1888年 - 1969年）
- 池田永治（池田永一治、1889年 - 1950年）
- 小寺鳩甫（1889年 - 1962年）
- 前川千帆（1889年 - 1960年）
- 山田実（1889年 - 1925年）

### 1890年代生
- 田中比佐良（1890年 - 1974年）
- 謝花凡太郎（1891年 - 1963年）
- 下川凹天（1892年 - 1973年）
- 吉岡金造 （1892年 - 1933年）
- 吉岡鳥平（1893年 - 1933年）
- 福田三郎 （1894年 - 1977年）
- 小野寺秋風 （1895年 - 1978年）
- 阪本牙城（1895年 - 1973年）
- 堤寒三（1895年 - 1972年）
- 海野十三 （1897年 - 1949年）
- 原やすお（1897年 - 1984年）
- 中島菊夫（1897年 - 1962年）
- 森山三郎（1897年 - 没年不詳）
- 麻生豊（1898年 - 1961年）
- 河盛久夫（1898年 - 1968年）
- 新関健之助（1898年 - 1953年）
- 鵜飼まもる （1899年 - 1991年）
- 加藤悦郎（1899年 - 1959年）
- 田河水泡（1899年 - 1989年）
- 中野正治（1899年 - 1972年）
- 和田邦坊（1899年 - 1992年）

### 1900年代生
- 島田啓三（1900年 - 1973年）
- 宮崎博史 （1900年 - 1990年)
- 柳瀬正夢（1900年 - 1945年）
- 吉本三平（1900年 - 1940年）
- 荒井とみ三（1902年 - 1971年）
- まつやまふみお（松山文雄、1902年 - 1982年）
- 宮尾しげを（1902年 - 1982年）
- 柿原輝行 （1903年 - 没年不詳）
- 平井房人（1903年 - 1960年）
- 今村つとむ （1904年 - 1985年） - 今村洋子の父
- 小山内竜（1904年 - 1946年）
- 長崎抜天（1904年 - 1981年）
- 松本かつぢ（1904年 - 1986年）
- 安孫子つねじ（安孫子山彦、1905年 - 1966年）
- 大城のぼる（1905年 - 1998年）
- 小野佐世男（1905年 - 1954年） - 小野耕世の父
- 桂たろ （1905年 - 1991年）
- 川原久仁於 （1905年 - 1988年）
- 酒井七馬（1905年 - 1969年）
- 菅大作 （1905年 - 没年不詳）
- 須山計一（1905年 - 1975年）
- 西鉄平 （1905年 - 没年不詳）
- 芳賀まさお（1905年 - 1965年）
- 石川進介 （1906年 - 1995年）
- 帷子進 （1906年 - 1978年）
- 冨田英三（1906年 - 1982年）
- 竹内寛行（1907年 - 1995年）
- 利根義雄 （1907年 - 没年不詳）
- 南義郎（1907年 - 1970年）
- 矢崎茂四 （1907年 - 1946年） - 矢崎武子の夫
- 大野鯛三 （1908年 - 2010年）
- 小川武（1908年 - 1989年）
- 近藤日出造（1908年 - 1979年）
- 杉浦茂（1908年 - 2000年）
- 杉征夫 （1908年 - 1970年代没）
- 大羽比羅夫 （1909年 - 没年不詳）
- 大田耕士 （1909年 - 1998年）
- 小野沢亘 （さわ・わたる、1909年 - 1995年）
- 岸丈夫 （1909年 - 没年不詳）
- 中村篤九 （1909年 - 1947年）
- 芳賀たかし （1909年 - 1963年）
- 森熊猛（1909年 - 2004年）
- 横山隆一（1909年 - 2001年）
- 吉田貫三郎 （1909年 - 1945年）

### 1910年代生
- 秋玲二（1910年 - 2006年）
- 志村つね平 （本名常弥、1910年 - 1999年）
- 白路徹 （1910年 - 1986年）
- 松下井知夫（1910年 - 1990年）
- 沢井一三郎（1911年 - 1989年）
- 杉浦幸雄（1911年 - 2004年）
- 瀬尾光世 （瀬尾太郎・せおたろう、1911年 - 2010年）
- センバ太郎 （1911年 - 1994年）
- 中村猛男 （1911年 - 没年不詳）
- 村山しげる（1911年 - 1949年）
- 秋好馨（1912年 - 1989年）
- 小川哲男（1912年 - 1984年）
- 面谷俊介 （1912年 - 2001年）
- 清水崑（1912年 - 1974年）
- 永松健夫（1912年 - 1961年）
- 中村伊助（1912年 - 1984年）
- 矢崎武子 （加藤たけ子、1912年 - 没年不詳） - 矢崎茂四の妻
- 横井福次郎（1912年 - 1948年）
- 佐宗美邦（1913年 - 2003年）
- 那須良輔（1913年 - 1989年）
- 堀万太郎（1913年 - 1970年）
- 六浦光雄（1913年 - 1969年）
- 和田義三 （1913年 - 1990年）
- 石田英助（1914年 - 2010年）
- 井上一雄（1914年 - 1949年）
- 倉金章介（1914年 - 1973年）
- 西田清二 （1914年 - 没年不詳）
- 福島鉄次（1914年 - 1992年）
- 井崎一夫（1915年 - 2002年）
- 大野きよし （1915年 - 没年不詳）
- 永井保 （1915年 - 2004年）
- 野呂新平（1915年 - 2002年）
- 原一司（1915年 - 1957年）
- 梅田栄太郎 （1916年 - 没年不詳）
- 西川辰美（1916年 - 1971年）
- 根本進（1916年 - 2002年）
- 宮下森 （1916年 - 2006年）
- 赤川童太 （1917年 - 1988年）
- 岩田浩昌 （1917年 - 没年不詳）
- 上田トシコ（1917年 - 2008年）
- おのざわさんいち（1917年 - 2000年）
- 勝木貞夫 （1917年 - 1933年）
- 黒沢はじめ （1917年 - 1933年）
- 大工原章 （1917年 - 2012年）
- 寺尾よしたか （1917年 - 2012年）
- 早見利一（1917年 - 没年不詳）
- 前谷惟光（1917年 - 1974年）
- よこきけんじ（横木健二、1917年 - 1989年）
- 横山泰三（1917年 - 2007年）
- 岩井泰三 （1918年 - 2011年）
- 南部正太郎（1918年 - 1976年）
- 村沢夏風（1918年 - 2000年）
- 吉田幸夫 （1918年 - 没年不詳）
- 若林一男 （1918年 - 1964年）
- 木村一郎 （1919年 - 没年不詳）
- 高橋孟（1919年 - 1997年）
- 田村久子 （1919年 - 没年不詳）
- 寺尾知文 （1919年 - 没年不詳）
- やなせたかし（1919年 - 2013年）

## 1920年代生

### 1920年生
- カゴ直利（2013年没）
- 長谷川町子（1992年没）
- 古沢日出夫（1991年没）
- 松沢のぼる

### 1921年生
- 岩谷修（1999年没）
- 植木金矢（2019年没）
- うしおそうじ（2004年没）
- おおば比呂司（1988年没）
- 荻原賢次（1990年没）
- 塩田英二郎（1991年没）
- 谷内六郎（1981年没）
- 都築敏三（ツヅキ敏、都築進）（2014年没）
- 花野原芳明（1979年没）
- 福井英一（1954年没）
- 山田えいじ（2006年没）

### 1922年生
- 内山卓三
- 太田三千於
- 岡部冬彦（2005年没）
- 木川かえる（2005年没）
- 高橋宏一 （没年不詳）
- 武内つなよし（1987年没）
- 根岸こみち
- 水木しげる（2015年没）
- 山内竜臣 （山内たつみ）

### 1923年生
- 伊藤隆夫
- 太田じろう （1982年没）
- 改田昌直（1995年没）
- 佐川美代太郎（2009年没）
- 下山長平
- 高野よしてる（2008年没）
- 竹山のぼる
- 三木一楽

### 1924年生
- イワタタケオ （1986年没）
- 金子泰三
- つゆき・サブロー （露木三郎、1987年没）
- 仲原白泡 （2010年没）
- 益子かつみ（1971年没）
- 山下紀一郎（1996年没）
- 山根一二三
- 好美のぼる（原やすみ、1996年没）

### 1925年生
- 鮎沢まこと（2018年没）
- 石川雅也
- 加藤芳郎（2006年没）
- 杵渕やすお（2014年没）
- 木下としお（2018年没）
- 小林治雄（2010年没）
- 富永一朗（2021年没）
- 堀江卓（2007年没）
- 若月てつ

### 1926年生
- 入江しげる（2011年没）
- 茨田茂平 （没年不詳）
- 宮坂栄一
- もりたなるお （森田成男、2016年没）
- わちさんぺい（1999年没）

### 1927年生
- 榎その
- 大友朗
- 小田昭次
- たつみ勝丸 （大田加英二・天馬正人、1994年没)
- 田中正雄（2014年没）
- 長新太（2005年没）
- 馬場のぼる（2001年没）
- 夢野凡天

### 1928年生
- 東田健二
- 金田光二（有川旭一）
- このみひかる（木乃美光）（2012年没）
- 久里洋二
- 小島功（2015年没）
- 小島剛夕（2000年没）
- 社領系明
- 鈴木義司（2004年没）
- 関根義人 （2011年没）
- 関谷ひさし（2008年没）
- 手塚治虫（1989年没）
- 西山進 （西山すすむ）
- 馬場辰夫
- 牧かずま（2009年没） - 赤松セツ子の夫
- 森哲郎（2008年没）
- 八島一夫

### 1929年生
- 石井きよみ（石井清美・凡天太郎・梵天太郎、2008年没）
- 久留見幸守
- サトウサンペイ（2021年没）
- 佐藤六朗
- 中島弘二
- 丹羽正
- わたなべまさこ

## 1930年代生

### 1930年生
- 木村しゅうじ
- 木村光久（木村仁、1996年没）
- 桜井勇
- 高橋まさみ （2008年没）
- 段重喜
- 佃公彦（2010年没）
- 浜田貫太郎（2002年没）
- 東浦美津夫
- 福元一義（2016年没）
- 八木義之介 （1996年没）
- 遊佐喜美男
- 横山まさみち（2003年没）

### 1931年生
- 井上洋介（2016年没）
- オグラトクー （小倉得宇）
- おのつよし
- 勝木てるお
- 河島光広（1961年没）
- クロイワ・カズ
- 黒田オサム
- 滝田ゆう（1990年没）
- 寺田ヒロオ（1992年没）
- 橋本よしはる
- モリ・ミノル（2011年没）
- 柳原良平（2015年没）

### 1932年生
- 石山弘
- 泉昭二
- 白土三平 (2021年没)
- 田川紀久雄
- 巴里夫（2016年没）
- 真鍋博（2000年没）
- 吉田竜夫（1977年没）

### 1933年生
- 今橋さとし
- 工藤恒美
- 桜井昌一（2003年没）
- 鈴木伸一
- 永美ハルオ （永美はるお、2024年没）
- 針すなお
- 藤子・F・不二雄（藤子不二雄Ⓕ、1996年没）- 1987年までは藤子不二雄
- 安田卓矢 （2002年没）

### 1934年生
- オオトモヨシヤス（1995年没）
- 小山春夫
- 川田漫一
- 斉藤あきら （斉藤明・さいとうあきら）
- 高橋真琴（2024年没）
- 棚下照生（2003年没）
- 徳南晴一郎（2009年没）
- 永田竹丸（2022年没）
- 花村えい子（2020年没）
- 藤木てるみ （藤木輝美）
- 藤子不二雄Ⓐ（2022年没）-1987年までは藤子不二雄
- 松本正彦（2005年没）
- ムロタニツネ象（2021年没）
- 森安なおや（1999年没）
- 横山光輝（2004年没）

### 1935年生
- 赤塚不二夫（2008年没）
- 飯塚よし照
- 伊藤太一
- 今村洋子 - 今村つとむの娘
- 内山安二（2002年没）
- 一峰大二（2020年没）
- 桑田二郎（2020年没）
- 小林宏
- 坂本三郎（1996年没）
- 五月かおる
- 園山俊二（1993年没）
- 辰巳ヨシヒロ（2015年没）
- 辻なおき（1997年没）
- 西上ハルオ （西上晴雄）
- 深井国 （深井日郎・深井ヒロー・フカイヒロー）
- 細川智栄子 （細川千栄子）
- 牧美也子 - 松本零士の妻
- 山口太一（2010年没）
- 山根青鬼
- 山根赤鬼（2003年没）
- 吉田ゆたか （1985年没）
- 谷ゆき子 （1999年没）

### 1936年生
- 楳図かずお（2024年没）
- 板井れんたろう （板井レンタロー、2017年没）
- 小澤さとる （小沢さとる）
- 岸本修
- 楠高治（2014年没）
- 古賀新一（2018年没）
- さいとう・たかを (2021年没)
- 斎藤融
- 笹川ひろし
- しとうきねお（2005年没）
- 篠原とおる
- 鈴木光明（2004年没）
- 竹本みつる
- 田中英二 （星城夢二・星城朗二、1982年没)
- 谷川一彦（2008年没）
- つのだじろう
- 中島利行
- 成瀬國晴
- 西澤勇司
- 西沢周平（1990年没）
- 西村宗
- 浜慎二 （杉田臣平）
- 林夏介
- 古谷三敏（2021年没）
- 村山一夫
- 山本富夫
- よこたとくお （横田徳男、2022年没）

### 1937年生
- 赤瀬川原平（2014年没）
- 赤松セツ子 （2011年没） - 牧かずまの妻
- 石川フミヤス（2014年没）
- 伊東章夫
- 笠間しろう
- 佐藤まさあき （2004年没）
- 芝岡友衛
- 東海林さだお
- 高井研一郎（2016年没）
- 高橋伸樹 （2010年没）
- 多田ヒロシ
- つげ義春
- 永樹凡人 （ながきふさひろ、2010年没）
- 永島慎二 （2005年没）
- 長谷邦夫 （2018年没）
- 林家木久扇
- 平田弘史（2021年没）
- 福地泡介（1995年没）
- 前川かずお（1993年没）
- 牧野圭一（2022年没）
- 望月あきら - 望月みさお（生年不詳）の弟
- モンキー・パンチ（2019年没）
- 山藤章二
- 芳谷圭児
- 吉永文治 （2006年没）

### 1938年生
- 旭丘光志
- あさのりじ（2000年没）
- 石ノ森章太郎（1998年没）
- 泉ゆきを （泉ゆき雄・いずみゆきを）
- 井上智（井上さとる）
- 江波譲二
- 大野豊
- 貝塚ひろし
- 木内千鶴子
- 古城武司（2006年没）
- 小山葉子
- とよた時
- 中城けんたろう
- 松本零士（2023年没） - 牧美也子の夫
- 望月三起也（2016年没）
- 矢野徳

### 1939年生
- 荒木伸吾 （2011年没）
- 池原昭治
- 石井勝利
- 井上英沖 （1986年没）
- 岩本久則
- 漆畑博義
- 金山明博
- 小山賢太郎 （2016年没）
- 近藤幸二
- しのだひでお （篠田ひでお）
- ちばてつや - 千葉研作・ちばあきお・七三太朗の兄
- 中沢啓治（2012年没）
- 馬場秀夫
- ビッグ錠
- 平田昭吾
- 水島新司（2022年没）
- 水野英子
- 森田拳次
- 矢口高雄（2020年没）